# Наукан (село)
Наукан (від науканського Нывуӄаӄ — «дернистий») — закинуте поселення науканів на мисі Дежньова у Чукотському автономному окрузі, Росія. До 1958 року Наукан був найсхіднішим поселенням СРСР та всієї Євразії. Згодом таким став Уелен. Зараз як урочище входить до природно-етнічного парку «Берингія».

## Географія
Знаходиться на півострові Чукотка на березі Берингової протоки, що сполучає Тихий та Північний Льодовитий океани, на мисі Дежньова.

## Історія
Поселення Наукан було засноване у XIV столітті. У 1648 році поблизу Наукана був розбитий один із кочів Семена Дежньова. В селі проживали представники корінного народу науканів. Дорогою із Уелена та Наукана до села Лаврентія люди робили зупинку на мисі Леймін та збирали сніг.
У 1958 році село було розформоване в рамках укрупнення сільських районів. Всі жителі, яких перед виселенням було близько 400, були виселені. Відтоді Наукан є закинутим поселенням. Негласно виселення відбувалося ще з 1954 року, як припускають, у зв'язку з можливим збройним протистоянням зі США. У 2019 році Наукан разом із закинутими поселеннями Нуняк та Еквен було внесено до попереднього списку російської спадщини ЮНЕСКО.

## Галерея

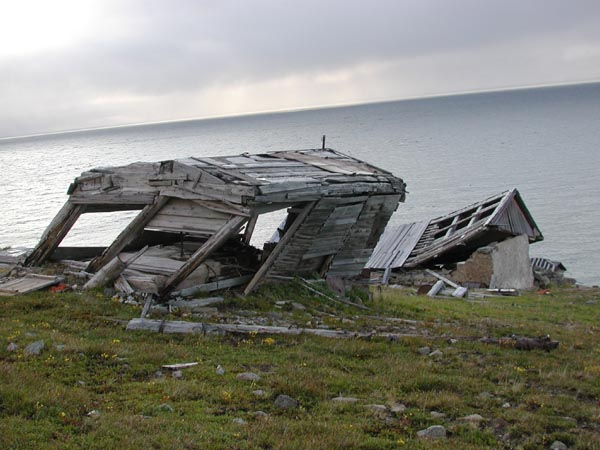
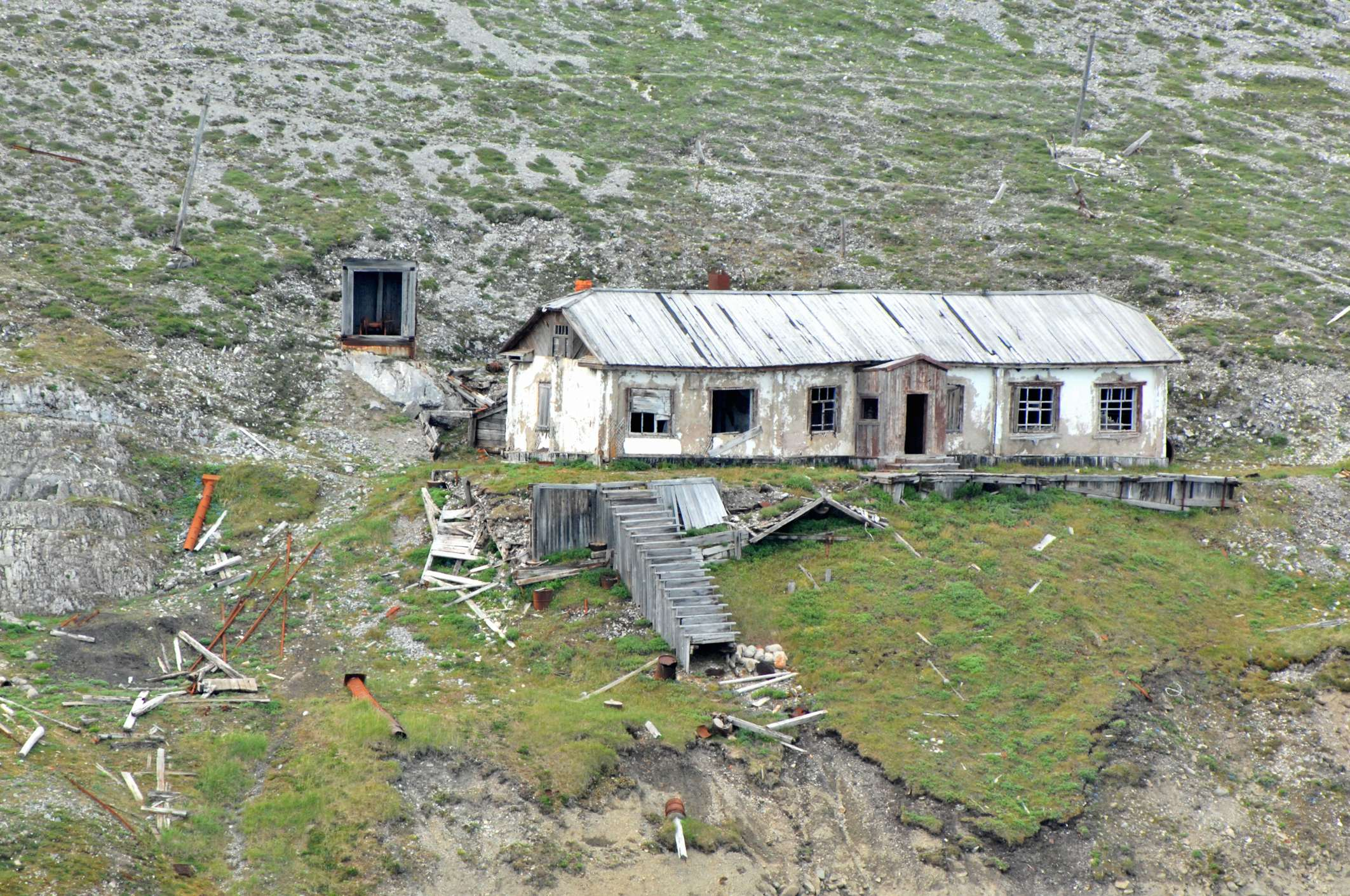
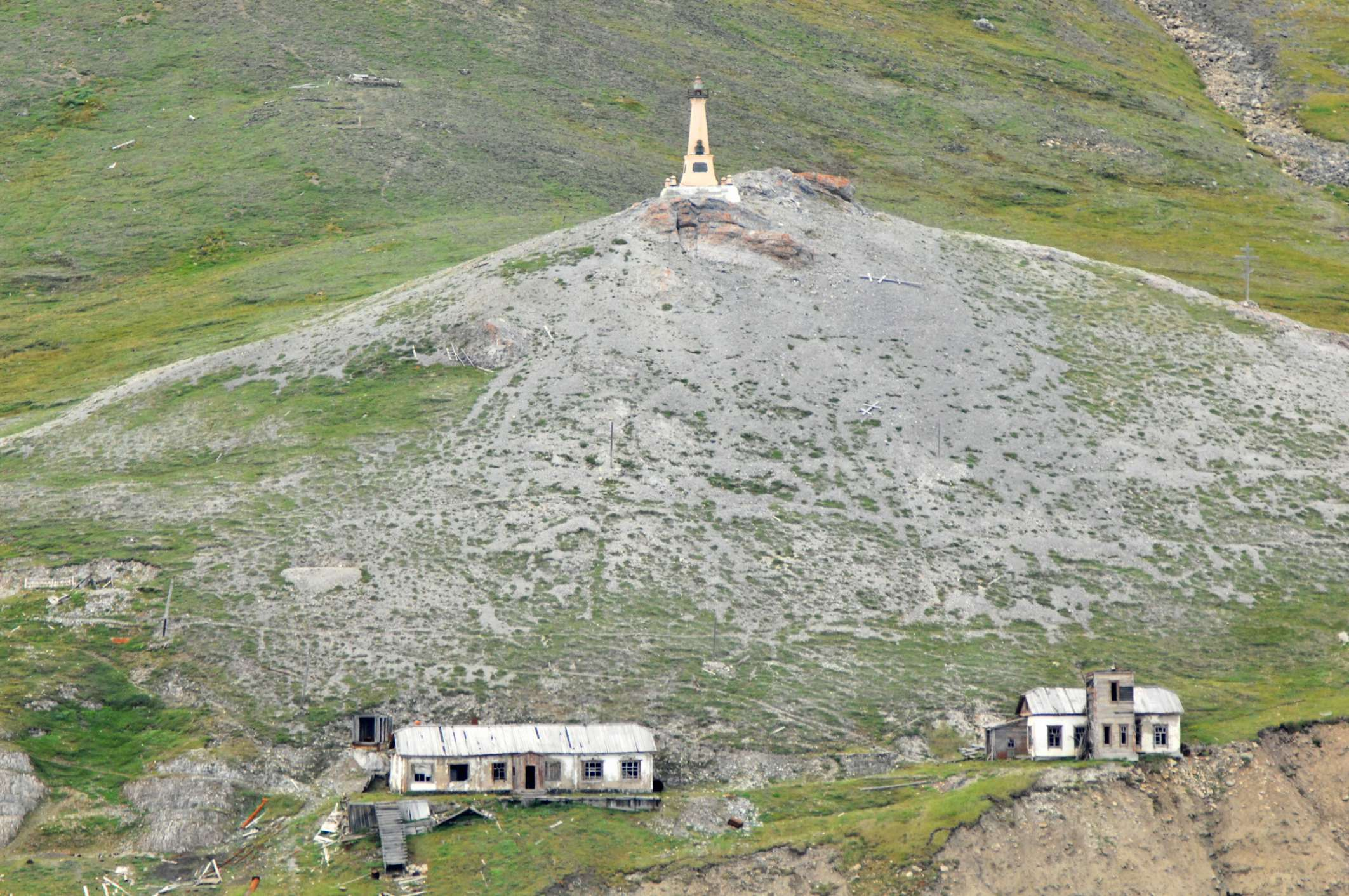
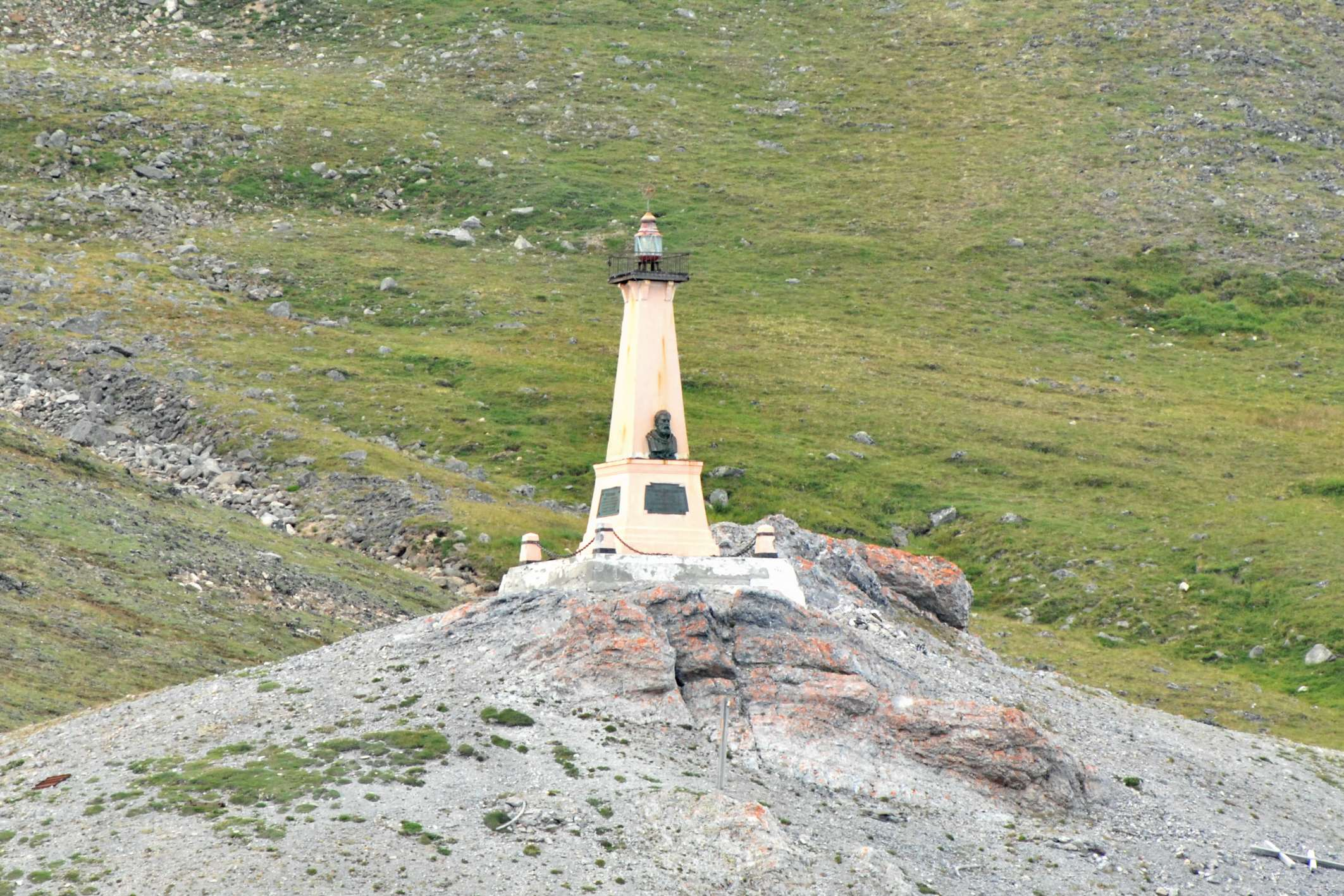